# 서원석
서원석(1980년 12월 27일 ~ )은 한국의 남자 성우다. 대원방송 성우극회 소속 2008년 대원방송 성우극회 공채 1기로 입사했다. 배우자는 대원방송 2기 성우 이보희이다.

## 출연작품

### 애니메이션
- 《페어리 테일》 - 마카오/블루노트 스팅거
- 《빨간망토와 늑대》
- 《엔젤 비트 : 히나타》
- 《헬보이 : 폭풍의 검》
- 《헬보이 : 아이언펀치》
- 《판도라 하츠》 - 엘리엇 나이트레이, 글렌 바스커빌
- 《매직하트원정대》 - 아토날
- 《소울이터》 - 슈타인 박사
- 《꼬마북극곰 엘카의 모험》
- 《지구를 지켜라! 상상파워》
- 《절대가련 칠드런》 - 타니자키 이치로 , 후지우라 요우
- 《서몬마스터즈 블루드래곤》 - 사벨타이거
  - 《블루 드래곤 : 천계의 7룡》 - 사벨타이거
- 《디지몬 세이버즈》 - 드리모게몬, 디그몬, 한지섭, 카일, 벨페몬, 샤머몬
- 《디지몬 크로스워즈》 (챔프) - 오로치몬, 드리모게몬
- 《유희왕 5D's》 - 고드윈
- 《유희왕 ZEXAL》 - 노지호 / 브이
- 《Yes! 프리큐어5》 - 기린마, 집사
- 《Yes! 프리큐어5 Gogo!》 - 도너츠 국왕, 멀대
- 《못말리는 3공주》 - 아빠
- 《완소! 퍼펙트 반장》 - 고지식 선생님/준하
- 《짜장소녀 뿌까 2기》 - 장뚱
- 《강철의 연금술사 BROTHERHOOD》 (애니박스) - 해설, 글러트니, 버트 펄만, 쇼우 터커, 돌체트, 슬라이서(동생), 잠파노, 에디슨 준장, 닐
- 《미치코와 핫친》 - 히로시
- 《미나미가 세자매》 - 나츠키
- 《도라에몽극장판 : 2112년 도라에몽의 탄생》 - 장구아빠
- 《SD건담 삼국전》 - 공손찬, 손책, 도겸, 저수, 영제
- 《갓슈벨Final》 - 레인
- 《소년탐정 김전일 Original》 - 아카이 요시카즈, 사루히코 , 카모 코조 ,오오무라 콘
- 《프리큐어 Splash Star》 - 네로, 사장
- 《울트라맨 가이아》 - 다니엘, 나카지
- 《록맨 에그제 비스트》 (애니맥스) - 서치맨
- 《록맨 에그제 비스트 플러스》 (애니맥스) - 서치맨
- 《우리들이 있었다》 (애니박스) - 마모루
- 《GO! GO! 동물탐험대》 (애니박스)
- 《투 러브 트러블》 (애니박스)
- 《흑집사 스페셜》 (애니박스) - 플루토
- 《신령사냥》 (애니박스) - 타카히토
- 《해파리 공주》 (애니박스) - 하나모리
- 《알쏭달쏭 수수께끼?》 (애니박스) - 위키
- 《우당탕탕 잉양요2》 (애니박스)
- 《핀과 제이크의 어드벤처 타임》 (카툰네트워크) - 울룩불룩 공주
- 《드래곤볼Z 카이》 (애니원) - 피콜로
- 《유유백서》 (애니원) - 아름다운 마투가 천이
- 《빠뿌야 놀자》 (KBS) - 이안
- 《오늘부터 마왕》 (애니맥스) - 게랄트
- 《슬램덩크 극장판》 (애니박스) - 권준호
- 《하트캐치 프리큐어》 (챔프) - 준호
- 《명탐정 코난》 (애니맥스)
- 《오즈의 마법사》 (애니박스) - 책벌레, 축음기, 고양이, 황새
- 《캡틴 근육맨》 (챔프) - 대통령
- 《벨제바브》 (챔프) - 히메카와, 시마무라
- 《팬더와 친구들의 모험》 (MOVIE) - 동물원장
- 《에코 플래닛 3D : 지구 구출 특급 대작전》 (MOVIE) - 스나이더 박사
- 《요술공주 밍키 : 꿈속의 윤무》 (MOVIE) - 아나운서 외
- 《기동전사 건담 AGE》 (챔프)
- 《외계가족 졸리폴리》 (KBS) - 로, 시장
- 《메탈카드봇》 (KBS) - 메가앰블러, 버팔로크러쉬, 세바스찬
- 《메탈카드봇S 강철의 귀환》(EBS) - 메가앰블러, 버팔로크러쉬, 세바스찬
- 《극장판 어드벤처 타임 : 비밀의 아일랜드》 (MOVIE) - 프리다
- 《후레쉬 프리큐어》 - 지수

### 영화
- 《파워레인저 미라클포스 : 돌아온 파워레인저 미라클포스》 - 케인(미라클 블랙) (하마오 쿄스케)
- 《삼국지 극장판》 (CHING) - 여포

### 특수촬영 드라마
- 《가면라이더 덴오》(챔프) - 세이기 (나가타 아키라) / 키쿠치 / 가토
- 《가면라이더 키바》(챔프) - 쿠레나이 와타루 (세토 코지)
- 《가면라이더 디케이드》(챔프) - 와타루 (세도 코지), 레드
- 《가면라이더 더블》(챔프) - 오탁구
- 《가면라이더 오즈》(챔프) - 오태훈
- 《파워레인저 엔진포스》(챔프) - 제이
- 《파워레인저 정글포스》(챔프) - 숯불구이 오르그
- 《파워레인저 미라클포스》(챔프) - 아그리(미라클 블랙) (하마오 쿄스케)
- 《파워레인저 캡틴포스》(챔프TV) - 바스코 타 조로키아, 풍뢰환
- 《파워레인저 고버스터즈》(챔프) - 주노

### 외화
- 《판관 포청천 2012》(채널A)
- 《장미가 없는 꽃집》(JTBC)
- 《태스크포스캅》(텔레노벨라) - 루피노
- 《더 라인》(MBC) - 하인리히(리처드 새멀)

### 게임
- 《리그 오브 레전드》 - 샤코, 신지드, 갈리오, 이즈리얼역
- 《월드 오브 워크래프트》 - 분노의 샤 역
- 《도타2》 - 언다잉
- 《히어로즈 오브 더 스톰》 - 가즈로
- 《더 워킹 데드 시즌1》 - 글렌 / 스티브(방송국)
- 《쿠키런: 킹덤》 - 박하사탕맛 쿠키
- 《삼국블레이드》
- 《던전앤파이터》 - 장로 샤프론 / 총검사 역

### 방송
- 《나는 남자다》 (KBS)

### 비디오
- 《현대모비스 "배틀 로얄 카 레이싱, DOA 2022" - 김청수

### 광고
- HP 노트북
- 삼성생명
- 인피니티
- 리바이스
- 부산대학교
- 오리온 - 다이제
- 한국은행 금요강좌